# Kesha and the Creepies: Fuck the World Tour
Kesha and the Creepies: Fuck the World Tour es la tercera gira musical de la cantante y compositora estadounidense Kesha. La gira comenzó en Las Vegas el 23 de julio de 2016, y fue descrita por la cantante como «un viaje corto en lugares íntimos, una nueva y espeluznante creación (...) con canciones que nunca me habéis visto tocar y quizás nunca vuelva a tocar». La gira recorrió Norteamérica y se extendió a Asia, realizando tres espectáculos en China en octubre de 2016 y dos en Japón a finales de agosto de 2017.

## Antecedentes y desarrollo
El 19 de febrero de 2016, la juez de la Corte Suprema de Nueva York, Shirley Kornreich, falló contra la solicitud de Kesha de un mandato preliminar que la liberaría de su contrato con Kemosabe Records, un sello discográfico de Lukasz Gottwald, también conocido como Dr. Luke, perteneciente a Sony Music Entertainment. Esto fue, más tarde, lo que inspiró a la artista a crear la gira, «por el amor puro hacia el rock and roll» y como «un acto de desafío».

## Lista de canciones
1. «We R Who We R»
2. «Your Love Is My Drug»
3. «Dinosaur»
4. «Nightclubbing»
5. «True Colors»
6. «Till the World Ends»
7. «You Don't Own Me»
8. «Blow»
9. «Speaking In Tongues»
10. «Boots And Boys»
11. «Cannibal»
12. «Timber»
13. «Tik Tok»

Encore
1. "Jolene»
2. «Old Flames Can't Hold a Candle to You»
3. «I Shall Be Released»
4. «Die Young»[3]

## Fechas de la gira
| Norteamérica — Etapa I   |                |                |                                                                 |
| 23 de julio de 2016      | Las Vegas      | Estados Unidos | Intrigue Nightclub                                              |
| 28 de julio de 2016      | Windsor        | Canadá         | The Colosseum at Caesars Windsor                                |
| 30 de julio de 2016      | Dubuque        | Estados Unidos | Dubuque County Fair                                             |
| 6 de agosto de 2016      | Atlantic City  | Estados Unidos | The Waterfont                                                   |
| 7 de agosto de 2016      | Brooklyn       | Estados Unidos | Mad Decent Block Party                                          |
| 9 de agosto de 2016      | Cleveland      | Estados Unidos | House of Blues                                                  |
| 10 de agosto de 2016     | Pittsburgh     | Estados Unidos | Mr. Smalls Theatre                                              |
| 12 de agosto de 2016     | Detroit        | Estados Unidos | Saint Andrew's Hall                                             |
| 13 de agosto de 2016     | Grand Rapids   | Estados Unidos | The Intersection                                                |
| 16 de agosto de 2016     | Cincinnati     | Estados Unidos | Bogart’s                                                        |
| 18 de agosto de 2016     | Minneapolis    | Estados Unidos | Aria                                                            |
| 19 de agosto de 2016     | Milwaukee      | Estados Unidos | Rave                                                            |
| 21 de agosto de 2016     | Chicago        | Estados Unidos | Mad Decent Block Party                                          |
| 23 de agosto de 2016     | Louisville     | Estados Unidos | Mercury Ballroom                                                |
| 25 de agosto de 2016     | Syracuse       | Estados Unidos | New York State Fairground                                       |
| 2 de septiembre de 2016  | Columbus       | Estados Unidos | Schottenstein Center                                            |
| 9 de septiembre de 2016  | Arizona        | Estados Unidos | Concert Venue                                                   |
| 17 de septiembre de 2016 | Atlanta        | Estados Unidos | Music Midtown                                                   |
| 22 de septiembre de 2016 | Brooklyn       | Estados Unidos | Warsaw                                                          |
| 29 de septiembre de 2016 | Kent           | Estados Unidos | Kent State University                                           |
| 1 de octubre de 2016     | Los Ángeles    | Estados Unidos | Los Angeles Center Studios (Mad Decent\|Mad Decent Block Party) |
| Asia — Etapa II          |                |                |                                                                 |
| 4 de octubre de 2016     | Shanghái       | China          | Shanghai Grand Stage                                            |
| 6 de octubre de 2016     | Pekín          | China          | Beijing Wu Ke Song Stadium                                      |
| 8 de octubre de 2016     | Guangzhou      | China          | Guangzhou Baiyun Stadium                                        |
| Norteamérica — Etapa III |                |                |                                                                 |
| 21 de octubre de 2016    | Minneapolis    | Estados Unidos | University of Minnesota                                         |
| 22 de octubre de 2016    | Miami Beach    | Estados Unidos | Fontainebleau                                                   |
| 23 de octubre de 2016    | Jacksonville   | Estados Unidos | Mavericks                                                       |
| 25 de octubre de 2016    | Tampa          | Estados Unidos | The Ritz Ybor                                                   |
| 27 de octubre de 2016    | Nueva York     | Estados Unidos | Pace University                                                 |
| 29 de octubre de 2016    | Waterville     | Estados Unidos | Colby College                                                   |
| 27 de enero de 2017      | Bowling Green  | Estados Unidos | Bowling Green State University                                  |
| 15 de febrero de 2017    | Mashantucket   | Estados Unidos | Foxwoods                                                        |
| 30 de marzo de 2017      | Baton Rouge    | Estados Unidos | Louisiana State University                                      |
| 1 de abril de 2017       | Charleston     | Estados Unidos | Eastern Illinois University                                     |
| 4 de abril de 2017       | Galloway       | Estados Unidos | Stockton                                                        |
| 7 de abril de 2017       | Ewing          | Estados Unidos | The College of New Jersey                                       |
| 8 de abril de 2017       | Boston         | Estados Unidos | Northeastern University                                         |
| 25 de abril de 2017      | Conway         | Estados Unidos | University of Central Arkansas                                  |
| 27 de abril de 2017      | East Lansing   | Estados Unidos | Michigan State University                                       |
| 15 de junio de 2017      | Dover          | Estados Unidos | Firefly                                                         |
| 20 de julio de 2017      | Council Bluffs | Estados Unidos | Stir Cove                                                       |
| 21 de julio de 2017      | Aurora         | Estados Unidos | RiverEdge Park                                                  |
| 22 de julio de 2017      | Lawrenceburg   | Estados Unidos | Lawrenceburg Event Center                                       |
| Asia — Etapa IV          |                |                |                                                                 |
| 19 de agosto de 2017     | Chiba          | Japón          | Estadio Chiba Marine                                            |
| 20 de agosto de 2017     | Osaka          | Japón          | Hiashima Sports Island                                          |
| Norteamérica — Etapa V   |                |                |                                                                 |
| 15 de septiembre de 2017 | Del Mar        | Estados Unidos | Del Mar Hippodrome                                              |
| 16 de septiembre de 2017 | Las Vegas      | Estados Unidos | M Resort Casino & Spa                                           |